# مورچه آتشین
مورچه آتشین (به انگلیسی: Fire ant) مورچه‌ای است که دردآورترین گزش را میان مورچه‌ها دارد و ۲۸۵ گونه از آن‌ها در سراسر جهان موجود است. این مورچه نام‌های دیگری مانند مورچه زنجبیل، مورچه آتش‌های گرمسیری، و مورچه قرمز دارد.
مورچه‌های آتشین دارای نیش آغشته به جوهرهٔ مورچه اند و به همین خاطر نام مورچه‌های آتشین در گروه موجودات خطر ناک وجود دارد.

## گونه‌ها
- Solenopsis daguerrei (Santschi, 1930)
- Solenopsis fugax (Latreille, 1798)
- مورچه آتشین وارداتی قرمز Buren, 1972
- مورچه دزد (Say, 1836)
- مورچه آتشین وارداتی سیاه Forel, 1909
- Solenopsis saevissima (Smith, 1855)
- Solenopsis silvestrii Emery, 1906
- Solenopsis solenopsidis (Kusnezov, 1953)
- مورچه آتشین جنوبی McCook, 1879